# Eefje
Eefje ist ein weiblicher Vorname.

## Herkunft und Bedeutung
Der Name wird zumeist im Niederländischen verwendet und ist eine Verkleinerungsform von Eef.
Weitere Varianten sind Evi und Evy.

## Bekannte Namensträgerinnen
- Eefje Boons (* 1994), niederländische Leichtathletin
- Eefje Bötjer (* 2004), deutsche Fußballspielerin
- Eefje Muskens (* 1989), niederländische Badmintonspielerin